# Jean-Henri Levasseur
Jean-Henri Levasseur   (París i Beaumont-sur-Oise, 29 de maig de 1764 - París, 6 de maig de 1826), dit el Jove, fou un professor, violoncel·lista i compositor parisenc.
Va estudiar cello amb Jean Louis Duport, també va rebre lliçons de Cupis. En 1789 es va unir a l'orquestra de l'Òpera, on després va ocupar el lloc de primer cello fins 1823. Designat com a professor de Conservatori de Música al moment de la seva formació, va ensenyar durant trenta-vuit anys. Entre els seus deixebles tingué: Jacques-Michel Hurel de Lamare, Baudiot i Norblin. Levasseur es va unir també a la música de l'emperador Napoleó, i després a la Capella del Rei.
Junt amb Baillot i Charles-Nicolas Baudiot van publicar el Mèthode complète de violoncelle, el qual s'adoptà en el Conservatori.
És possible que un tal Levasseur, que deixà les òperes següents: Les rivaux généreux, (1770); L'aveugle par crédulité, i Le Sicilien ou l'Amour peintre, que morí el 1785, fos el seu pare. I per aquest motiu a Jean-Henri li diguessin el Jove.